# Dambar Kuwar
Dambar Singh Kuwar (ur. w 1959) – nepalski lekkoatleta (płotkarz i wieloboista), olimpijczyk.
Uczestnik igrzysk w Seulu (1988). W Korei Południowej uczestniczył w eliminacjach 110 m przez płotki i 400 m przez płotki, a także w finale dziesięcioboju. W biegu na 110 m przez płotki zajął 7. miejsce w swoim biegu (z czasem 16,51 s). Był to najgorszy czas uzyskany w eliminacjach. Podobnie było w biegu na 400 m przez płotki, czas 56,80 s był najgorszym rezultatem kwalifikacji. W dziesięcioboju również był ostatni wśród zawodników sklasyfikowanych (34. miejsce) z wynikiem 5339 punktów. Poprzedzający go wieloboista z Korei Południowej (Lee Gwang-ik) miał ponad 1500 punktów więcej.
Służył w nepalskiej armii.
Rekordy życiowe: 110 metrów przez płotki – 15,6 s (1990), 400 metrów przez płotki – 56,80 (1988), dziesięciobój – 5355 punktów (1987). Wynik w dziesięcioboju jest nadal (2017) rekordem Nepalu.